# Parco e giardini Liliuokalani
Il parco e i giardini Liliuokalani (Liliʻuokalani Park and Gardens in inglese) sono uno storico parco di 24,14 acri (97 700 m²) in cui trovano spazio dei caratteristici giardini giapponesi situato nella cittadina di Hilo, sull'isola di Hawaii.
Il terreno su cui sorge il parco venne donato dalla regina Liliuokalani ed è situato a sudest del centro di Hilo sulla penisola di Waiakea lungo la baia di Hilo. Buona parte del parco è coperta dai giardini giapponesi in stile Edo realizzati tra il 1917 e il 1919 considerati come i più estesi giardini del loro genere al di fuori del Giappone. Nei giardini trovano spazio elementi tradizionali del giardino giapponese quali un laghetto (il laghetto Waihonu) nonché ponticelli, stagni, statue, torii ed uno chashitsu, un edificio destinato al consumo del tè.

## Galleria d'immagini

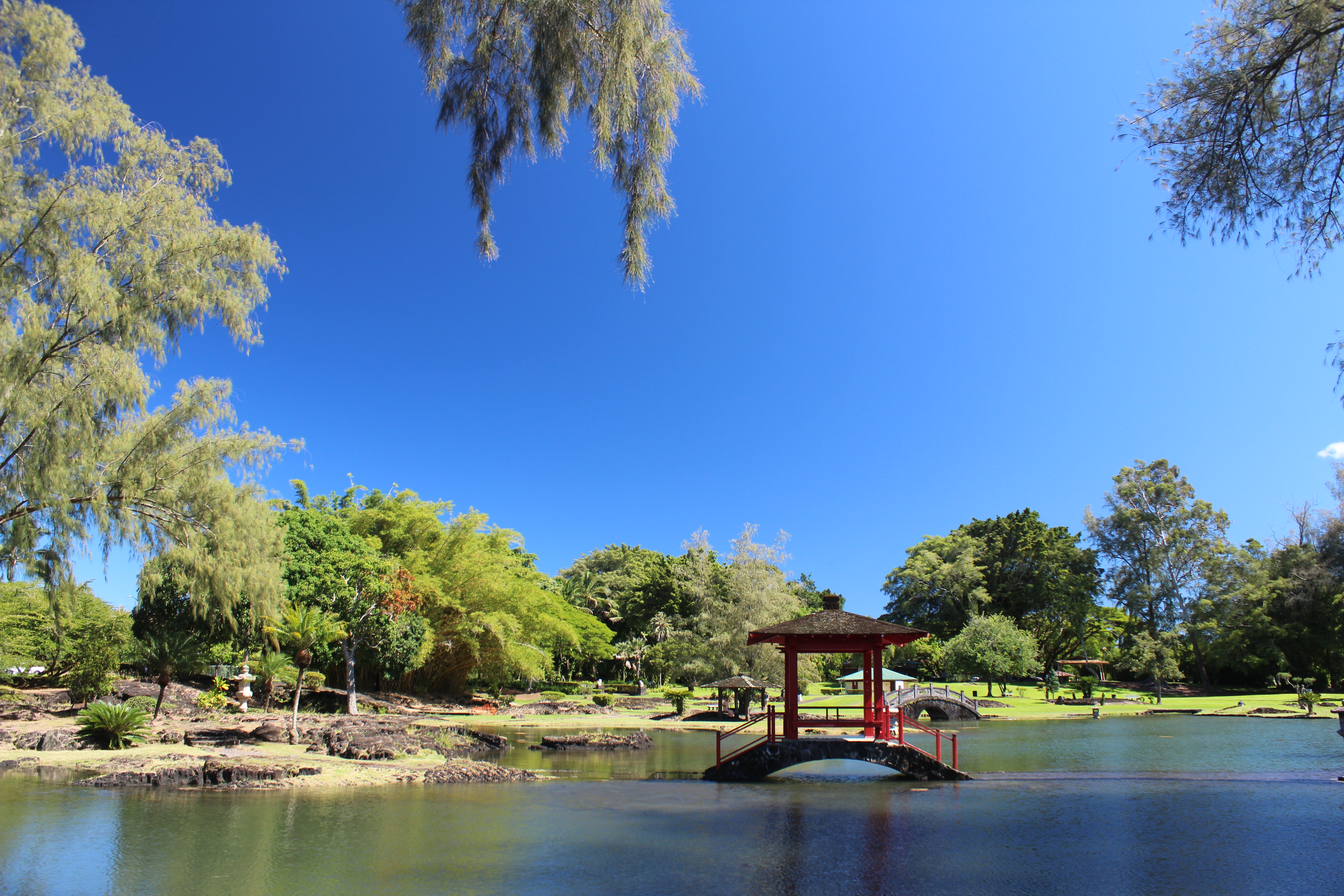
La pagoda e il torii dei giardini
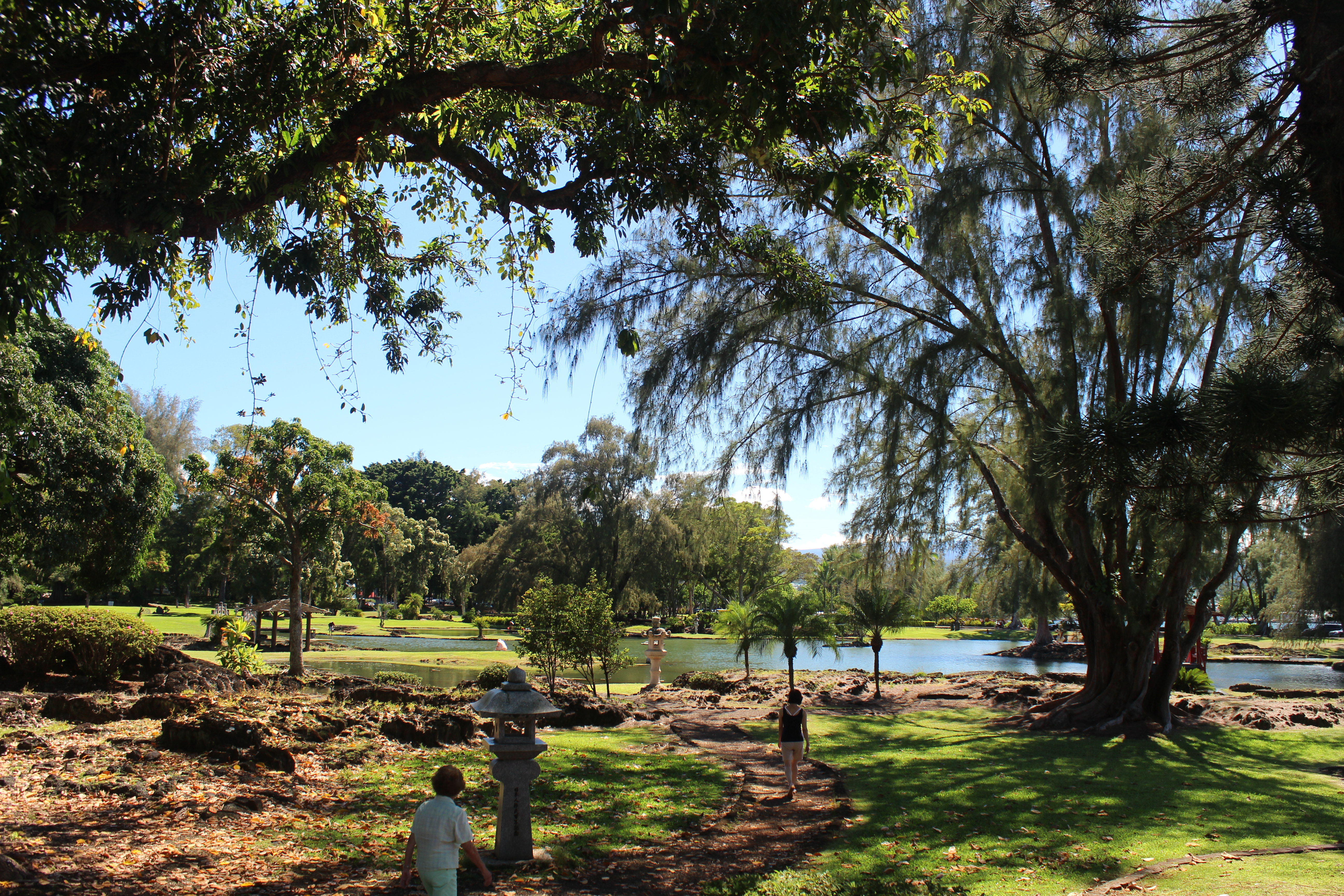
Esemplari di baniano e bambù presenti nel parco
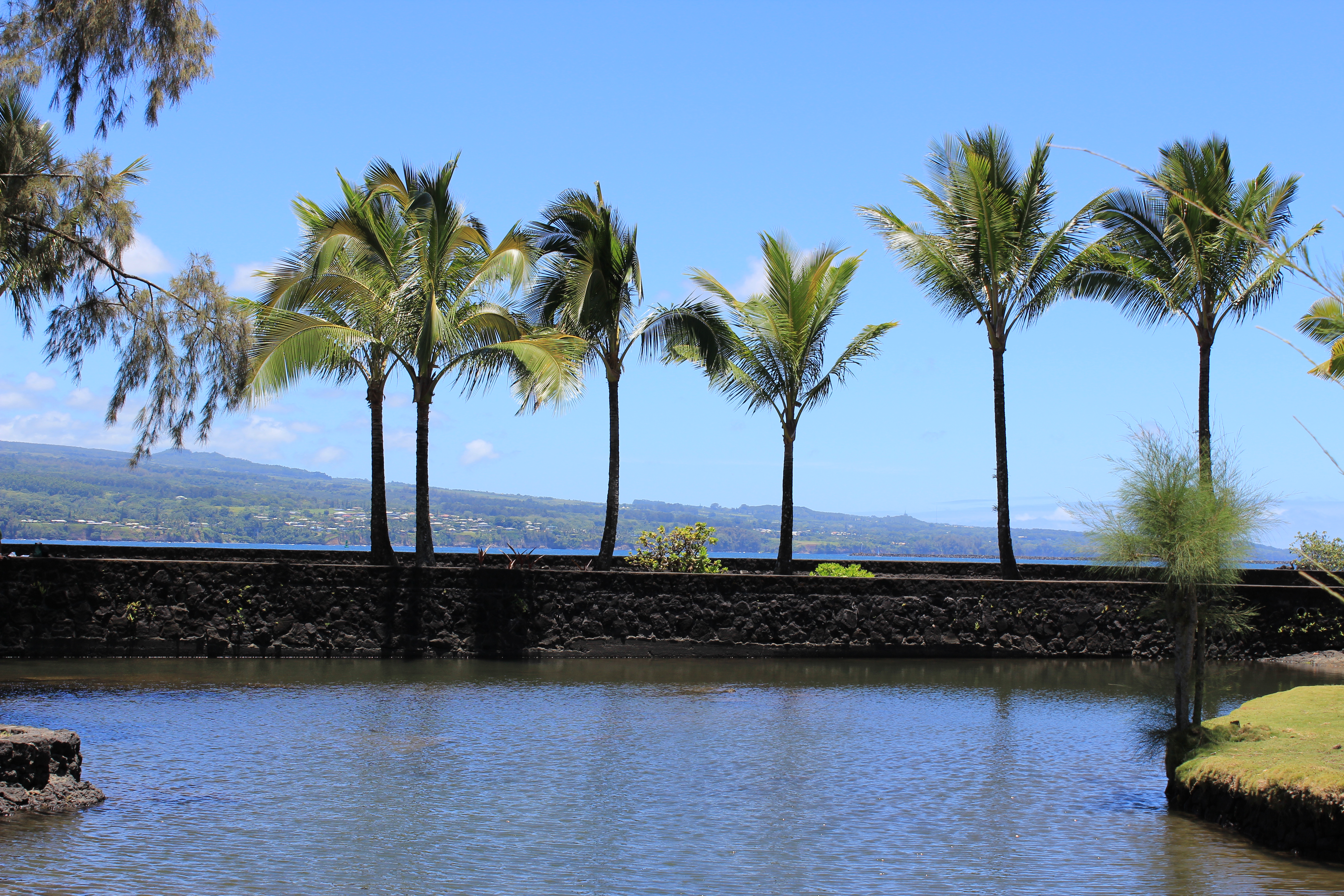
Vista sulla baia di Hilo verso la costa di Hamakua
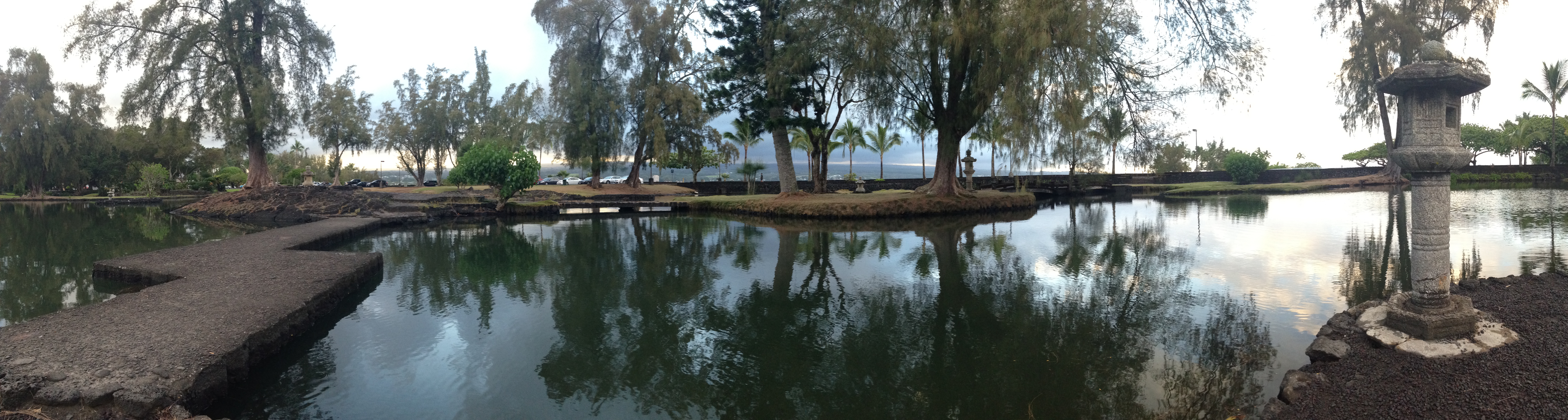
Vista panoramica su alcune delle vie d'acqua del parco
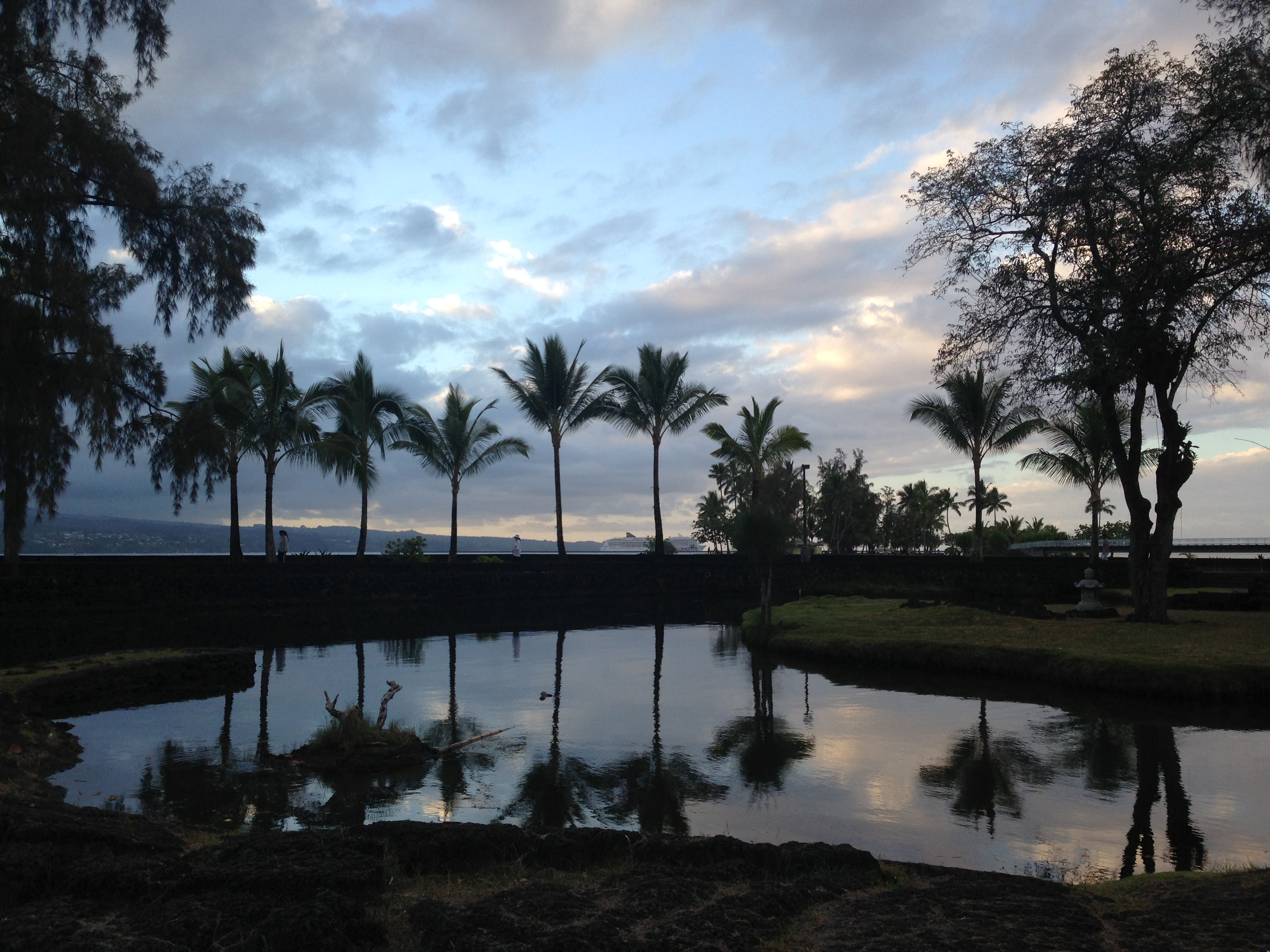
Tramonto sul parco
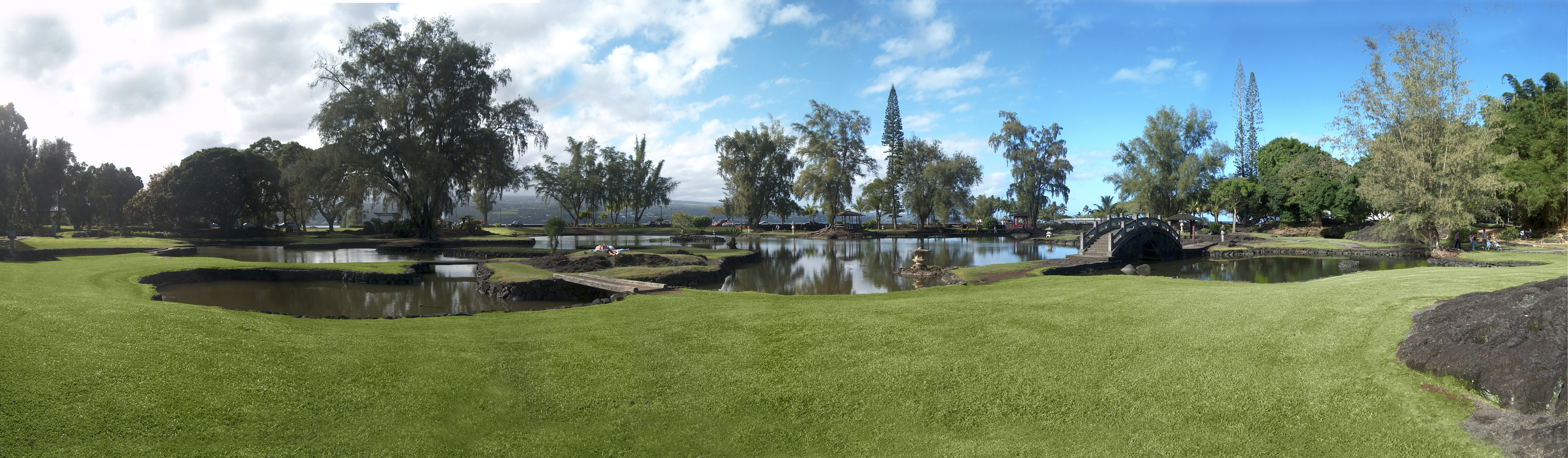
Panorama sul parco e sui giardini